# 아들렌 게디우라
아들렌 게디우라(아랍어: عدلان قديورة, 프랑스어: Adlène Guedioura, 1985년 11월 12일 ~ )는 과거 미드필더로 활약했던 알제리의 전 프로 축구 선수이다. 프랑스에서 태어나 국가대표로 활약한 아버지의 출생지인 알제리를 대표하여 63경기에 출전했다.
게디우라는 강력한 장거리 슈팅으로 유명하다. 2011-12년 시즌에는 노팅엄 포리스트와 울버햄프턴 원더러스에서 모두 "올해의 골"을 수상했다. 그는 같은 시즌에 두 클럽에서 이 상을 수상한 최초의 축구 선수로 알려져 있다.

## 어린 시절
게디우라는 프랑스 라로슈쉬르용에서 스페인 카탈루냐 출신 어머니(전 스페인 여자 농구 국가대표팀 선수 엔리케타 소레이라 폰스)와 전 알제리 국가대표 공격수 나세르 게디우라 사이에서 태어났다.

## 구단 경력

### 초기 경력
그는 프랑스 축구 5부 리그인 라싱 파리에서 아마추어 축구를 시작했고, 2004년에 입단한 리그 2 클럽 스당의 관심을 끌었다. 그는 클럽에서 총 15경기에 출전하여 1골을 넣었다.
그 후 2006년에는 앙탕트 SSG에서 3부 리그로 승격했다. 그는 총 21경기에 출전하여 3골을 넣었다. 2007년 프랑스 3부 리그 팀인 US 크레테유와 계약하여 24경기에 출전해 6골을 넣었다.

### 울버햄프턴 원더러스
울버햄프턴 원더러스에 입단한 지 24시간 만에 리버풀과의 무득점 무승부로 교체 투입되어 데뷔한 울브스는 곧 정규 선발로 나서며 프리미어리그에서 처음으로 생존을 확정지었다. 울브스는 2010년 2월 10일, 토트넘과의 경기에서 첫 선발 출전했다. 울브스는 시즌 마지막 경기에서 선덜랜드를 상대로 첫 골을 넣으며 승리를 거뒀고, 이후 2백만 파운드에 달하는 것으로 추정되는 미공개 이적료로 3년 계약을 체결한 것으로 확인되었다.
2010년 9월 26일, 애스턴 빌라의 스티브 시드웰의 공격으로 경골 골절 부상을 당했다. 3월 30일, 게디우라는 블랙풀 리저브와의 경기에서 부상 6개월 만에 울브스로 돌아와 90분 풀타임을 소화하며 2-1로 승리했고, 게디우라는 25야드 스트라이크를 기록했다. 4월 9일, 게디우라는 울브스 소속으로 부상 6개월 만에 첫 팀 경기에 출전하여 프리미어리그의 에버턴과의 경기에서 75분을 뛰었다. 5월 8일, 그는 웨스트브로미치 앨비언과의 지역 더비에서 2010-2011년 프리미어리그 시즌 첫 골을 넣으며 3-1 승리를 거두었다.

### 노팅엄 포리스트
2012년 1월 30일, 게디우라는 시즌이 끝날 때까지 챔피언십 팀인 노팅엄 포리스트에 임대로 합류했다. 게디우라는 2012년 1월 31일, 번리와의 경기에서 0-2로 패한 경기에서 노팅엄 포리스트 소속으로 데뷔했다. 게디우라는 노팅엄 포리스트에서 뛰는 동안 스티브 코터릴 감독으로부터 '마음과 영혼'으로 찬사를 받았고 , 스카이 스포츠는 그를 "올 액션 디스플레이"로 인해 "포리스트의 충실한 선수"로 묘사했다. 그는 2011-12년 시즌 리즈 유나이티드와의 원정 경기에서 35야드 스트라이크를 성공시키며 포리스트의 첫 번째이자 유일한 골이자 유일한 골을 넣었다. 이 골은 노팅엄 포리스트의 시즌 골상을 수상했다.
2012년 7월 23일, 게디우라는 100만 파운드로 추정되는 미공개 이적료로 노팅엄 포리스트에 영구 합류했다.  그는 3년 계약을 체결했다. 그는 트위터 팔로워들에게 클럽에서 22번 셔츠를 입어야 하는지, 7번 셔츠를 입어야 하는지 물었다. 다음 날 그는 7번 유니폼을 입을 것이라고 발표했고, 얼마 지나지 않아 클럽은 이를 확정했다.
시즌 첫날 브리스톨 시티를 상대로 1-0으로 승리한 노팅엄 포리스트에서 게디우라가 결승골을 넣었다. 11월 10일, 게디우라는 레스터 시티를 상대로 동점골을 터뜨리며 1-1을 만들었고, 경기는 2-2로 끝났다. 2주 후인 11월 24일, 그는 전 소속팀인 울버햄프턴 원더러스를 상대로 장거리 슈팅으로 득점했다.

### 크리스털 팰리스
2013년 9월 3일, 게디우라는 공개되지 않은 이적료로 프리미어리그의 크리스털 팰리스로 마감일 늦은 이적을 완료하고 3년 계약을 체결했다. 2013년 9월 14일, 그는 리그 챔피언 맨체스터 유나이티드와의 원정 경기에서 56분 호세 캄파냐와 교체 투입되어 데뷔 전을 치렀다.

## 국가대표팀 경력

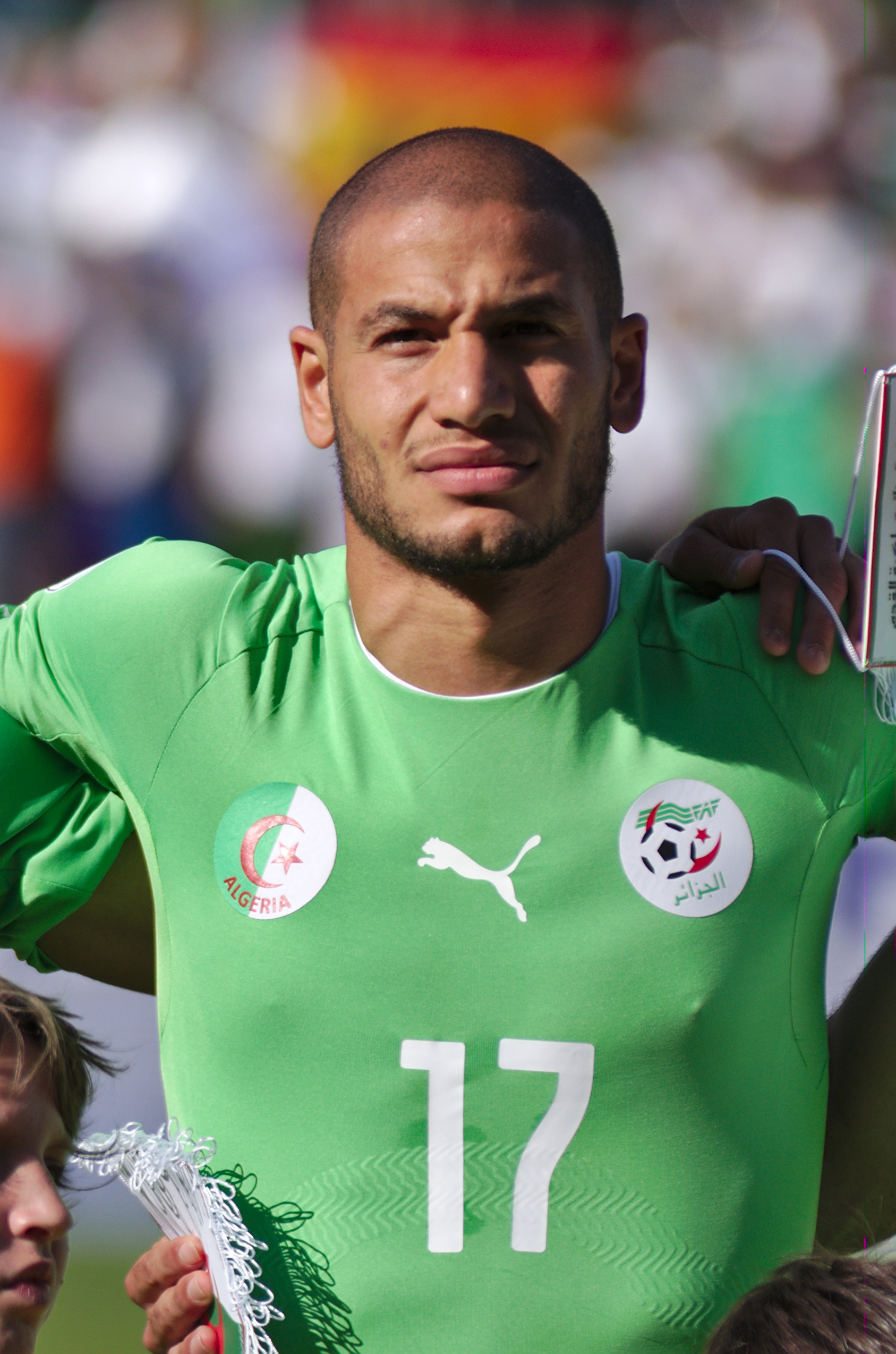
2014년의 게디우라

게디우라는 2010년 FIFA 월드컵 알제리 예비 명단에 포함되었을 때 처음으로 알제리 국가대표팀으로 발탁되었다. 2010년 5월 28일, 아일랜드와의 경기에서 0-3으로 패하며 국가대표 데뷔 전을 치른 후 남아프리카 공화국에서 열리는 대회 최종 명단에 이름을 올렸다. 슬로베니아, 잉글랜드, 미국과의 경기에서 알제리의 조별 리그 3경기 모두 교체 출전하여 조 최하위를 기록했다.
2010년 9월 3일, 게디우라는 탄자니아와의 2012년 아프리카 네이션스컵 예선 홈 경기에서 1-1 동점골을 넣으며 팀의 첫 승점과 첫 국가대표 득점을 달성했다. 결국 알제리는 본선 진출에 실패했지만, 게디우라는 2013년, 2017년, 2019년에 3개 팀에 선발되어 '대회 팀'에 이름을 올리며 대륙 챔피언에 올랐다.

## 사생활
게디우라는 전 알제리 국가대표 공격수 나세르 게디우라의 아들이다. 그의 남동생 나빌도 크리스탈 팰리스 U-21 팀과 프랑스 아마추어 수준에서 뛰었던 축구 선수이다. 그리고 게디우라는 무슬림이다.
2024년 1월 14일, 물론 부르주에서 뛰던 그의 동생 아르슬레인이 팀 동료 악셀 살리와 함께 26세의 나이로 교통사고로 사망했다.

## 수상

### 구단
왓퍼드
- EFL 챔피언십 준우승: 2014–15년

### 국가대표팀
알제리
- 아프리카 네이션스컵: 2019년[27]